# Wadi Mathendous

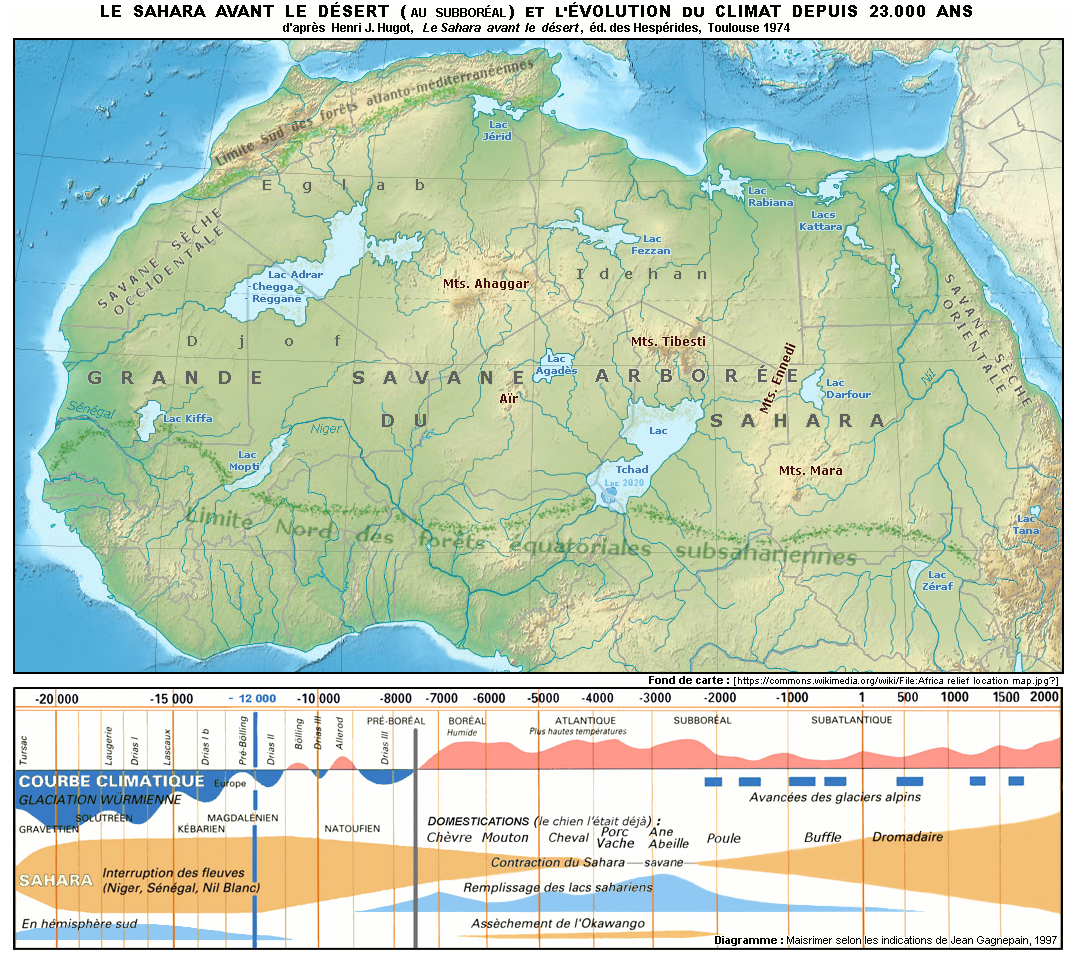
Le « Sahara vert » vers 7500 : la végétation était de type savane arborée et la faune, attestée par les restes fossiles et l'art rupestre, comprenait des autruches, des gazelles, des girafes, des rhinocéros, des éléphants, des hippopotames, des crocodiles…

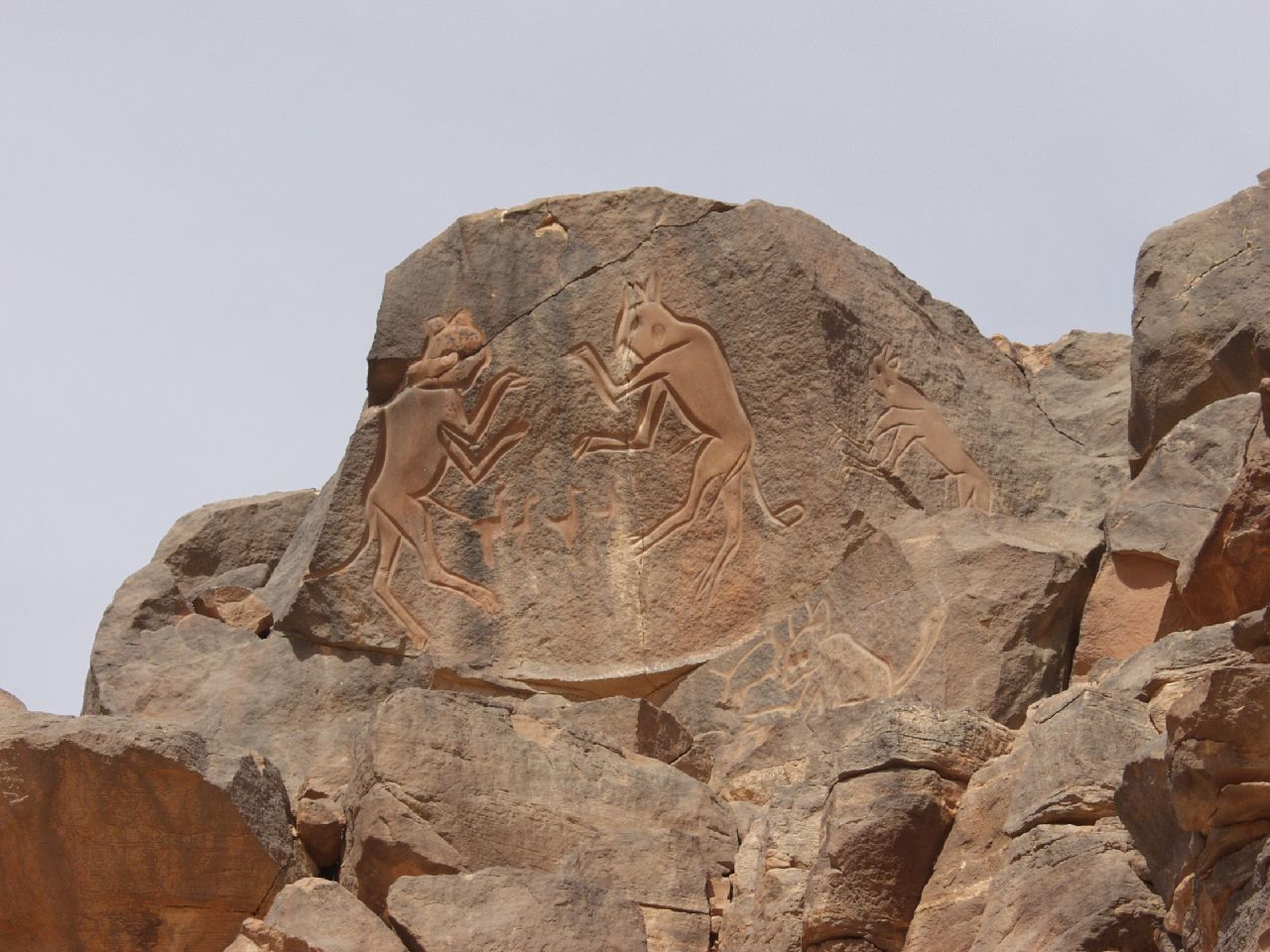
Combat de félins

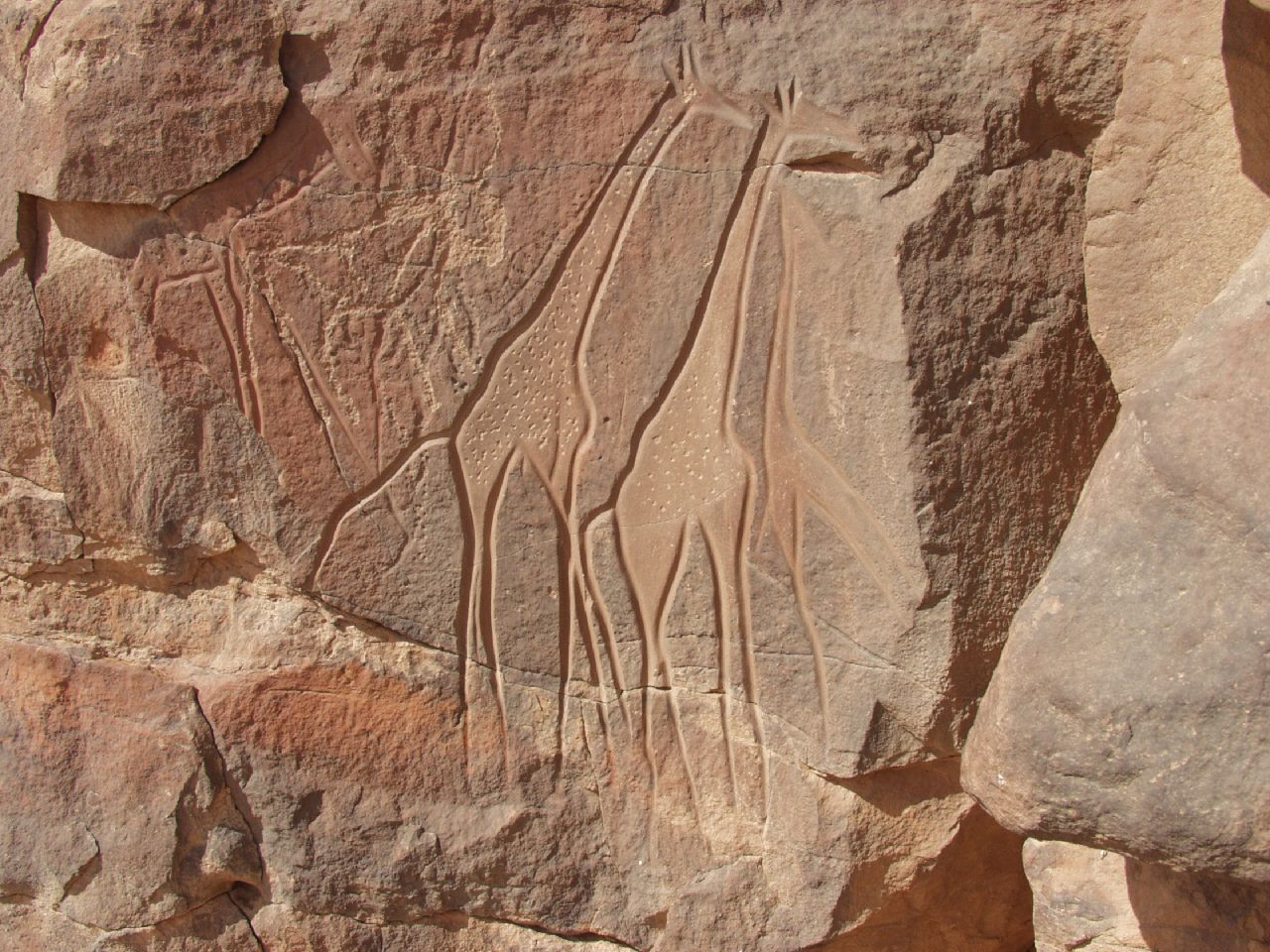
Girafes

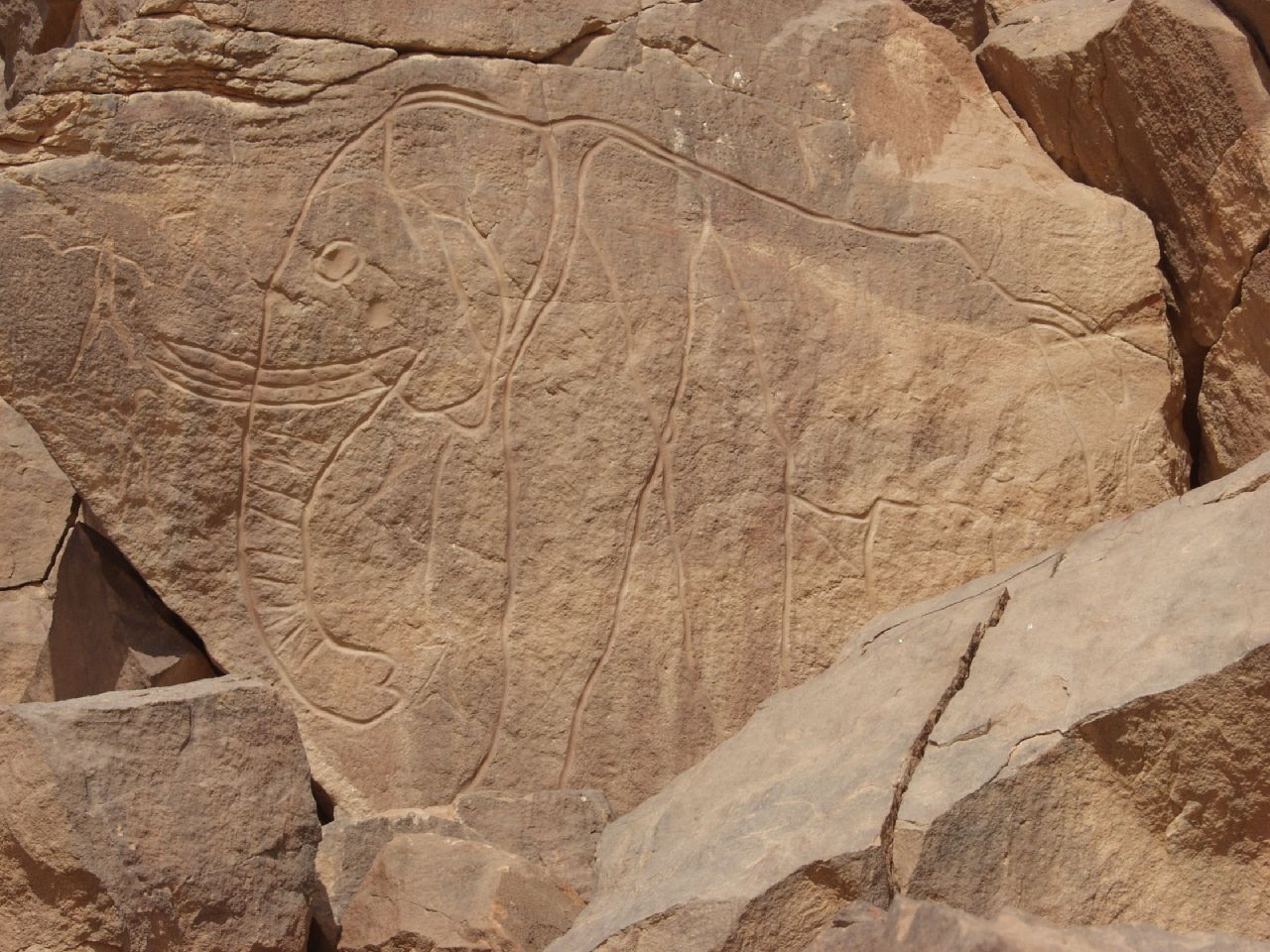
Éléphant

Le wadi Mathendus ou oued Mathendous en français, est un site archéologique saharien situé dans le massif du Messak Settafet, au sud-ouest de la Libye, à cent cinquante kilomètres au sud ouest de Germa, antique capitale des Garamantes. En 1850, Heinrich Barth y a découvert des gravures rupestres désormais célèbres, qui témoignent de la période du « Sahara vert », avec des représentations d'éléphants, de girafes, de bovins et de crocodiles.